# Hard Day
Hard Day è una canzone del cantante inglese George Michael, estratto come singolo promozionale dall'album Faith, solo per il mercato statunitense.
Hard Day, scritto e prodotto da George Michael, è stato pubblicato in America il 30 ottobre 1987. Del singolo non è stato realizzato nessun videoclip.

## Tracce
Promotional 2-track 12" Vinyl (USA) 
1. Hard Day (Shep Pettibone remix) – 6:29
2. Hard Day (album version) – 4:48

## Classifiche
| Classifica (1987)              | Posizione massima |
| ------------------------------ | ----------------- |
| Stati Uniti (dance club)       | 5                 |
| Stati Uniti (dance/electronic) | 9                 |
| Stati Uniti (R&B)              | 21                |